# Lyonsia cucumerina
Lyonsia cucumerina is een tweekleppigensoort uit de familie van de Lyonsiidae. De wetenschappelijke naam van de soort is voor het eerst geldig gepubliceerd in 1981 door Ivanova in Scarlato.